# ورزشگاه یاماها
ورزشگاه یاماها (به ژاپنی: ヤマハスタジアム, Yamaha Sutajiamu) یک ورزشگاه فوتبال در شهر ایواتا، استان شیزوئوکا واقع در کشور ژاپن می‌باشد.
این ورزشگاه میزبان بازی‌های خانگی باشگاه جوبیلو ایواتا در رقابت‌های جی‌لیگ است. گنجایش این ورزشگاه ۱۶٬۸۷۹ هزار نفر است.